# Otto Meyer (Industrieller, 1865)
Otto Meyer (* 19. September 1865 in Beverstedt; † 1939) war ein deutscher Bauingenieur und Manager in der Bauindustrie.

## Leben
Otto Meyer besuchte das Domgymnasium in Verden (Aller). Nach dem Abitur studierte er acht Semester an der Technischen Hochschule Hannover und wurde Mitglied des Corps Ostfalia. 1891 wurde er Mitarbeiter des Stadtbauamts in Straßburg. 1893 trat er in die Bauunternehmung Freytag & Heidschuh ein, die später unter Wayss & Freytag firmierte. Seit der Umwandlung in eine Aktiengesellschaft im Jahr 1900 war Meyer Vorstandsmitglied und seit 1912 Generaldirektor des Unternehmens.
Meyer war Vorsitzender des Reichsverbands industrieller Bauunternehmungen, Vorstandsmitglied des Deutschen Betonvereins, Mitglied des Deutschen Ausschusses für Eisenbeton, Mitglied des Landesausschusses für Baden und die Pfalz der Deutschen Bank und Disconto-Gesellschaft und Vorstandsmitglied des Pfälzischen Industriellen-Verbands. Er gehörte den Aufsichtsräten der C. Baresel AG, der Rheinischen Creditbank und der Hollandschen Credietbank AG an. In erster Ehe war er mit Emilie Freytag verheiratet, einer Tochter des Bauunternehmers Conrad Freytag. Nach deren Tod heiratete er Emma Stoffers. Er hatte einen Sohn aus erster und eine Tochter aus zweiter Ehe.

## Auszeichnungen
- Kommerzienrat des Freistaats Bayern
- Ehrendoktorwürde der Technischen Hochschule Karlsruhe (als Dr.-Ing. E. h.)